# 高久史麿
高久 史麿（たかく ふみまろ、1931年2月11日 - 2022年3月24日）は、日本の医師。内科医。前自治医科大学学長。東京大学名誉教授。地域医療振興協会会長。医学博士。位階は従三位。

## 人物・来歴
1931年、日本人の両親の間に日本統治時代の朝鮮釜山に生まれる。父は朝鮮総督府の役人であった。
1947年、福岡県小倉中学校4年修了。1950年、第五高等学校理科甲類卒業後、東京大学医学部医学科に進学、1954年卒業。1960年論文「赤血球内遊離プロトポルフィリン」により、東京大学医学博士。
群馬大学医学部助手、東京大学医学部助手、シカゴ大学留学などを経て、1972年から自治医科大学内科教授。1982年より、小坂樹徳の後任として東京大学医学部第三内科教授。1988年から1990年まで医学部長。同年に最後の国立病院医療センター病院長に転任。1993年から国立国際医療センター初代総長。1996年に定年退官後、同年から2012年まで自治医科大学学長。 2004年から2017年まで日本医学会第6代会長を務める。
2022年3月24日死去。91歳没。死没日をもって従三位に叙された。
上記及びその他学術活動等の来歴は『高久文麿教授退官記念業績集』（東京大学医学部第三内科）に詳しいから参照されたい。

## 受賞・栄典
主な受賞歴は以下のとおり。
- 1971年 ベルツ賞第1位（論文「血色素合成の調節、その病態生理学的意義」に対し）[6]
- 1989年 日本医師会医学賞、武田医学賞（『血球の分化と腫瘍化に関する分子生物学的アプローチとその臨床的意義』に対し）[7]
- 1991年度 上原賞[8]、持田記念学術賞（『造血器腫瘍におけるDNAの変化の解析とその臨床的応用』に対し）[9]
- 1994年 紫綬褒章、井上春成賞（『ヒト尿由来白血球増殖因子製剤』の技術に対し）[10]
- 2012年11月 瑞宝大綬章[11]

## 著作
主な著作は以下のとおり。
- 『血液疾患の生化学』南山堂、1970年
- 『遺伝子工学の臨床的応用』メジカルビュー社 1989
- 『健康百科 緑茶から遺伝子まで』ライフメディコム 2000
- 『新・健康のススメ 活き活き長生き』メジカルビュー社 2006
- 『日本医学会会長が教える医者の健康法』中央公論新社 2016

### 共編著
- 『貧血 新しい病態の理解と診断・治療のために』三輪史朗共著 医学書院 1974
- 阿部正和ほか『臨床治療学：ペイシェント・マネージメント』医学書院<New integrated medical lectures>、1989年
- 『血液』安部英共編集 中山書店 1978
- 『血液学的検査』武藤良知共著 世界保健通信社 1978
- 『血液疾患最近の進歩 あすへの内科展望』編 金原出版 1978
- 『血液病学』編集 医学書院 1978
- 『血液の病態生化学』水上茂樹共編集 朝倉書店 1979
- 『再生不良性貧血』日比野進共編集 医学書院 1979
- 『造血幹細胞とその異常 第2回新潟シンポジウム』柴田昭共編集 医歯薬出版 1982
- 『内科Q&A血液疾患』宮崎保共編 金原出版 1982
- 『PO診断ガイダンス 問題志向型診療の考え方と進め方』岩崎栄共編集 メヂカルフレンド社 1982
- 『前白血病状態』内野治人共編 医歯薬出版 1984
- 『癌細胞の分化誘導と制癌』穂積本男共編 ソフトサイエンス社 1985
- 『図説臨床薬理と基本治療薬』小林登,海老原昭夫共編 メジカルビュー社 1985
- 『血液』高田明和共編 医学書院 1987
- 『バイオテクノロジーと医療』編 東京大学出版会 1987
- 『図説内科診断治療講座 第4巻 貧血』編 メジカルビュー社 1988
- 『白血病・悪性リンパ腫』編 南江堂 1988
- 『白血病の新しい診断技術 分類と最近の問題点 第4回新潟シンポジウム』柴田昭共編 医歯薬出版 1988
- 『造血幹細胞』編 西村書店 1989
- 『だるい・血圧の異常 血液疾患・動脈硬化・内臓のガン・肥満』浦部晶夫共著 読売新聞社 1989
- 『臨床治療学 ペイシェント・マネージメント』共編 医学書院 1989
- 『顆粒球コロニー刺激因子 G-CSFの基礎と臨床』編 医薬ジャーナル社 1990
- 水島裕共編『今日の処方』南江堂、1990
- 『DICと多臓器障害』森岡恭彦,松田保共編 現代医療社 1990
- 『ヒト遺伝子から医学へ』高木康敬共編 丸善 シリーズ分子生物学の進歩 1990
- 『がん治療の最前線』阿部薫共編 講談社 1991
- 『血液疾患Q&A 質疑応答』編 日本医事新報社 1991
- 『分子血液学』編 南江堂 1991
- 『リンパ球の分化と増殖』編 デー・エム・ベー・ジャパン 1991
- 『サイトカイン療法：基礎・病態からのアプローチ』編　南江堂<Access to current medicine>、1992年
- 『遺伝子病入門』本庶佑,松田一郎,榊佳之共編 南江堂 1993
- 『造血因子の臨床』浦部晶夫共編 医薬ジャーナル社 1993
- 北村聖共編著『最新インターフェロン療法』中外医学社、1994年
- 『遺伝子をめぐる諸問題 倫理的・法的・社会的側面から』加藤一郎共編 日本評論社 1996
- 『骨髄移植マニュアル』編 中外医学社 1996
- 『医の現在』編 岩波新書 1999
- 『現代医学と社会』井村裕夫共編 岩波書店 岩波講座現代医学の基礎 2000
- 尾形悦郎共監修、大藤正雄ほか編『新臨床内科学』第7版、医学書院、1997年
- 伊藤正男、井村裕夫共編『医学書院医学大辞典』医学書院、2003年

### 翻訳
- Harvey等編、原沢道美共監訳『ハーベイ内科学』広川書店、1974年
- Marcus A.Krupp, Milton J.Chatton 編『臨床診断と治療』中尾喜久,和田攻共監訳 丸善 1974
- ウイリアムズ等編『血液学』中尾喜久共監訳 広川書店 1977
- バーチ編『臨床における救急治療の実際』山村秀夫共監訳 広川書店 1978
- Milton J.Chatton 編『日常臨床のための内科治療ハンドブック』監訳 広川書店 1979
- J.V.Dacie, S.M.Lewis『検査による臨床血液診断学』監訳 広川書店 1980
- A.C.Kennedy, L.H.Blumgart『新臨床医学入門』菅井亮世共訳 医学書院 1980
- Jacques L.Sherman, Jr., Sylvia Kleiman Fields『ナースのための臨床診断学』監訳 広川書店 1980
- Herbert Begemann『臨床血液病学』監訳 文光堂 1980
- Nicholas V.Costrini, William M.Thomson 編『内科治療マニュアル』和田攻共監訳 医学書院 1981
- 『メローニ図解医学辞典』監訳 南江堂 1981
- Stephen N.Adler [ほか『鑑別診断ポケットマニュアル』監訳 メディカル・サイエンス・インターナショナル 1982
- James B.Wyngaarden,Lloyd H.Smith編『セシル内科学』小坂樹徳共監訳　医学書院サウンダース、1985
- Richard D.Judgeほか『患者診断学 アートとサイエンスを活かして』日野原重明共監訳 メディカル・サイエンス・インターナショナル 1984
- Robert E.Rakel,Howard F.Conn [編『実地医家のためのファミリィ・プラクティス』中尾喜久共監訳 広川書店 1984
- ラケル『プライマリ・ケア 家庭および地域包括医療の実践』和田攻共監訳 医学書院サウンダース 1987-88
- Michele Woodley,Alison Whelan編『ワシントン・マニュアル』和田攻共監訳 メディカル・サイエンス・インターナショナル 1993